# Лісові пожежі в Каліфорнії (2018)
Каліфорнійські пожежі 2018 року — серія лісових пожеж 2018 року в штаті Каліфорнія (США). За даними Каліфорнійського департаменту лісового господарства та протипожежної охорони та Національного агентства боротьби з пожежами, станом на 11 листопада зареєстровано 7579 пожеж, які спалили 1 667 855 акрів (6749,57 км²). Пожежі завдали збитків на суму понад 2,975 млрд доларів США, включно з 1,366 млрд на витрати пожежогасіння. Наприкінці серпня 2018 року Cal Fire витратив на операції лише 432 млн доларів. Пожежа Комплекс Мендосіно спалила близько 459 тис. акрів (1860 км²) та увійшла в історію США як найбільша пожежа, після пожежі Томас у грудні 2017 року.

## Причини
До серії значних руйнувань у літньому сезоні каліфорнійських пожеж 2018 року викликано багатьма факторами: від збільшення кількості природного палива до посилення атмосферних умов, пов'язаних із глобальним потеплінням.
Головним джерелом лісових пожеж було збільшення сухих дерев. Лише в грудні 2017 року в Каліфорнії було зареєстровано 129 млн мертвих дерев.
Професор Стенфордського університету Ноан Діффенбо, зазначив, що атмосферні умови для лісових пожеж будуть погіршуватися внаслідок змін клімату в Каліфорнії та «те, що ми спостерігаємо протягом останніх декількох років у сезонних лісових пожежі Каліфорнії добре узгоджується з історичними тенденціями щодо підвищення температури, підвищення сухості та збільшення ризику природних пожеж».

## Землекористування
WUI (англ. wildland–urban interface) відноситься до зони переходу між незайманими землями та людським розвитком. Сюди можуть бути включені громади, що розташовані в межах 0,8 км від даної зони. Ці землі та громади, прилеглих до навколишніх диких лісів, знаходяться під загрозою виникнення природних пожеж. З 1990-х років в цьому районі було побудовано понад 43 % нових будинків. У деяких таких районах кількість нових будинків становить 80 %.

## Повітря

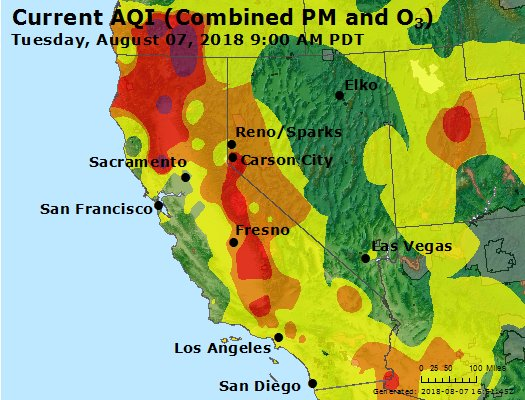
Якість повітря в Каліфорнії станом на 7 серпня 2018 року.

У Північній Каліфорнії та Центральній долині спостерігається різке збільшення забруднювачів повітря під час липневих і серпневих пожеж. Південна Каліфорнія також зазнала зростання забруднення повітря у серпні. Якість повітря в Північній та Центральній Каліфорнії залишається поганою до середини вересня 2018 року, коли пожежна активність різко знижується.

## Список пожеж
Нижче наведено список пожеж, що спалили понад 1000 акрів, або призвели до значного структурного збитку чи смертей.
| Назва пожежі      | Розташування                   | Спалена зона (акрів) | Дата початку     | Дата припинення   | Статус        | Примітки | П.                          |
| ----------------- | ------------------------------ | -------------------- | ---------------- | ----------------- | ------------- | --- | --------------------------- |
| Плезент           | Іньйо                          | 2 070                | 18 лютого 2018   | 3 квітня 2018     | Контролюється | | [ 25 ]                      |
| Моффат            | Іньйо                          | 1 265                | 19 квітня 2018   | 21 травня 2018    | Контролюється | | [ 26 ]                      |
| Ніс               | Мерсед                         | 1 756                | 2 травня 2018    | 17 травня 2018    | Контролюється | | [ 27 ]                      |
| Паттерсон         | Ріверсайд                      | 1 261                | 17 травня 2018   | 21 травня 2018    | Контролюється | | [ 28 ]                      |
| Паноче            | Сан-Беніто                     | 64                   | 4 червня 2018    | 7 червня 2018     | Контролюється | Загинуло 3 цивільні особи. | [ 29 ] [ 5 ]                |
| Стоун             | Лос-Анджелес                   | 1 352                | 4 червня 2018    | 13 червня 2018    | Контролюється | | [ 30 ]                      |
| Айрлайн           | Сан-Беніто                     | 1 314                | 4 червня 2018    | 14 червня 2018    | Контролюється | | [ 31 ]                      |
| Епл               | Техама                         | 2 956                | 9 червня 2018    | 14 червня 2018    | Контролюється | Знищено 3 житлові споруди 2 надбудови. | [ 32 ]                      |
| Кроум             | Гленн                          | 2 290                | 9 червня 2018    | 21 червня 2018    | Контролюється | Знищена 1 надбудова. | [ 33 ]                      |
| Лайонс            | Мадера                         | 13 347               | 11 червня 2018   | 1 жовтня 2018     | Контролюється | | [ 34 ] [ 35 ]               |
| Планада           | Мерсед                         | 4 564                | 15 червня 2018   | 21 червня 2018    | Контролюється | | [ 36 ]                      |
| Янкі              | Сан-Луїс-Обіспо                | 1 500                | 20 червня 2018   | 1 липня 2018      | Контролюється | | [ 37 ]                      |
| Лейн              | Техама                         | 3 716                | 23 червня 2018   | 4 липня 2018      | Контролюється | Поранено 1 особу. | [ 38 ]                      |
| Павні             | Лейк                           | 15 185               | 23 червня 2018   | 8 липня 2018      | Контролюється | Знищено 22 будівлі, поранено 1 особу. | [ 39 ]                      |
| Крік              | Мадера                         | 1 678                | 24 червня 2018   | 5 липня 2018      | Контролюється | Знищено 4 житлові споруди та 7 дрібних споруд. | [ 40 ]                      |
| Вайверлі          | Сан-Хоакін                     | 12 300               | 29 червня 2018   | 2 липня 2018      | Контролюється | | [ 41 ]                      |
| Каунті            | Лейк, Напа, Йоло               | 90 288               | 30 червня 2018   | 14 липня 2018     | Контролюється | Знищено 20 споруд; поранено 1 пожежника. | [ 42 ]                      |
| Кламатон          | Сискію                         | 38 008               | 5 липня 2018     | 16 липня 2018     | Контролюється | Знищено 82 споруди; поранено 3 особи, загинула 1 цивільна особа. | [ 43 ] [ 44 ]               |
| Велі              | Сан-Бернардіно                 | 1 350                | 6 липня 2018     | 22 жовтня 2018    | Контролюється | Поранено 5 осіб. | [ 45 ] [ 1 ]                |
| Голедей           | Санта-Барбара                  | 113                  | 6 липня 2018     | 11 липня 2018     | Контролюється | Знищено 20 споруд. | [ 46 ]                      |
| Пендлтон          | Сан-Дієго                      | 1 800                | 6 липня 6 2018   | 11 липня 2018     | Контролюється | Виник як 3 окремі пожежі; згорів табір Пендлтон. | [ 47 ] [ 48 ]               |
| Вест              | Сан-Дієго                      | 504                  | 6 липня 2018     | 11 липня 2018     | Контролюється | Знищено 56 споруд. | [ 49 ]                      |
| Джордж            | Іньйо                          | 2 883                | 8 липня 2018     | 18 липня 2018     | Контролюється | | [ 50 ] [ 51 ] [ 1 ]         |
| Фергусон          | Маріпоса                       | 96 901               | 13 липня 2018    | 18 серпня 2018    | Контролюється | Поранено 19 пожежників, загинуло — 2; знищено 10 споруд. | [ 6 ] [ 52 ]                |
| Ігл               | Модок                          | 2 100                | 13 липня 2018    | 17 липня 2018     | Контролюється | | [ 53 ] [ 1 ]                |
| Натчез            | Дель-Норте, Сискію             | 38 134               | 15 липня 2018    | 30 жовтня 2018    | Контролюється | | [ 54 ]                      |
| Карр              | Шаста                          | 229 651              | 23 липня 2018    | 30 серпня 2018    | Контролюється | | [ 55 ]                      |
| Кренстон          | Ріверсайд                      | 13 139               | 26 липня 2018    | 10 серпня 2018    | Контролюється | | [ 56 ]                      |
| Комплекс Медосіно | Мендосіно, Лейк, Колуса, Гленн | 459 123              | 27 липня 2018    | 18 вересня 2018   | Контролюється | | [ 57 ] [ 58 ] [ 18 ] [ 59 ] |
| Вейлбек           | Лассен                         | 18 703               | 27 липня 2018    | 7 серпня 2018     | Контролюється | | [ 60 ]                      |
| Б'ют              | Саттер                         | 1 200                | 31 липня 2018    | 3 серпня 2018     | Контролюється | | [ 61 ]                      |
| Доннелл           | Туолемі                        | 36 450               | 1 серпня 2018    | 1 жовтня 2018     | Контролюється | Знищено 135 будівлі; поранено 9 осіб. | [ 62 ]                      |
| Таріна            | Керн                           | 2 950                | 3 серпня 2018    | 6 серпня 2018     | Контролюється | | [ 63 ]                      |
| Пендлтон          | Сан-Дієго                      | 1 000                | 5 серпня 2018    | 6 серпня 2018     | Контролюється | Згорів табір Пендлтон. | [ 64 ]                      |
| Теркі             | Монтерей                       | 2 225                | 6 серпня 2018    | 6 серпня 2018     | Контролюється | | [ 65 ]                      |
| Голі              | Орендж, Ріверсайд              | 23 136               | 6 серпня 2018    | 13 вересня 2018   | Контролюється | Знищено 18 споруд; поранено 3 пожежника. | [ 66 ] [ 67 ] [ 68 ]        |
| Файв              | Кінгс                          | 2 995                | 6 серпня 2018    | 8 серпня 2018     | Контролюється | | [ 69 ]                      |
| Гірз              | Шаста                          | 46 150               | 9 серпня 2018    | 12 вересня 2018   | Контролюється | | [ 70 ]                      |
| Гет               | Шаста                          | 1 900                | 9 серпня 2018    | 16 серпня 2018    | Контролюється | | [ 71 ]                      |
| Нельсон           | Солано                         | 2 162                | 10 серпня 2018   | 12 серпня 2018    | Контролюється | | [ 72 ]                      |
| Стоун             | Модок                          | 39 387               | 15 серпня 2018   | 29 серпня 2018    | Контролюється | | [ 73 ]                      |
| Пожежа Міл Крік 1 | Гумбольдт                      | 3 674                | 16 серпня 2018   | 30 серпня 2018    | Контролюється | | [ 74 ]                      |
| Фронт             | Сан-Луїс-Обіспо, Санта-Барбара | 1 014                | 19 серпня 2018   | 29 серпня 2018    | Контролюється | | [ 75 ]                      |
| Норт              | Пласер                         | 1 120                | 3 вересня 2018   | 16 вересня 2018   | Контролюється | | [ 76 ]                      |
| Бут               | Моно                           | 6 974                | 4 вересня 2018   | 15 вересня 2018   | Контролюється | | [ 77 ]                      |
| Керлін            | Триніті                        | 1 751                | 4 вересня 2018   | 17 вересня 2018   | Контролюється | | [ 78 ]                      |
| Дельта            | Шаста                          | 63 311               | 5 вересня 2018   | 7 жовтня 2018     | Контролюється | Знищено 20 будівель. | [ 79 ]                      |
| Снелл             | Напа                           | 2 490                | 8 вересня 2018   | 15 вересня 2018   | Контролюється | | [ 80 ]                      |
| Чарлі             | Лос-Анджелес                   | 3 380                | 22 вересня 2018  | 1 жовтня 2018     | Контролюється | | [ 81 ] [ 82 ]               |
| Олдер             | Туларе                         | 4 653                | 4 жовтня 2018    | 7 грудня 2018     | Контролюється | | [ 83 ]                      |
| Еден              | Туларе                         | 1 777                | 4 жовтня 2018    | 7 грудня 2018     | Контролюється | | [ 84 ] [ 85 ]               |
| Бранскобл         | Солано                         | 4 700                | 7 жовтня 2018    | 9 листопада 2018  | Контролюється | Знищено 4 споруди. | [ 86 ] [ 87 ]               |
| Сан               | Техама                         | 3 889                | 7 жовтня 2018    | 12 жовтня 2018    | Контролюється | | [ 88 ]                      |
| Моунтінір         | Туларе                         | 1 270                | 13 жовтня 2018   | 7 грудня 2018     | Контролюється | | [ 89 ]                      |
| Кемп              | Б'ютт                          | 153 336              | 8 листопада 2018 | 25 листопада 2018 | Контролюється | 5 пожежників поранено, 85 загибло цивільних осіб, 12 поранено цивільних осіб, зникло безвісти 249 цивільних осіб; зруйновано 19 068 споруди, пошкоджено 669 споруд. | [ 90 ] [ 91 ]               |
| Нерс              | Солано                         | 1 500                | 8 листопада 2018 | 27 листопада 2018 | Контролюється | | [ 92 ]                      |
| Гілл              | Вентура                        | 4 531                | 8 листопада 2018 | 15 листопада 2018 | Контролюється | Знищено 4 споруди. | [ 93 ]                      |
| Вулсі             | Лос-Анджелес, Вентура          | 96 949               | 8 листопада 2018 | 22 листопада 2018 | Контролюється | Знищено 1500 та 341 пошкоджено споруд. | [ 94 ] [ 95 ] [ 96 ]        |